# Wojna angielsko-zanzibarska
Wojna angielsko-zanzibarska – najkrótszy znany zbrojny konflikt międzynarodowy, trwający 38 minut, który miał miejsce 27 sierpnia 1896 roku. Pochłonął około 500 ofiar śmiertelnych.

## Geneza
Kiedy 25 sierpnia 1896 roku zmarł sułtan Zanzibaru, Hamad ibn Suwajni, tronem w Zanzibarze zawładnął w wyniku przewrotu Chalid ibn Barghasz, który uchodził za stronnika Niemiec. Nie mogli się z tym pogodzić Brytyjczycy, liczący na to, że politykę przychylnego im zmarłego będzie kontynuował wyznaczony przez nich na następcę Hammud ibn Muhammad. Wystosowali zatem wobec uzurpatora ultimatum, wzywające go do abdykacji. Termin upływał 27 sierpnia o 9:00 rano czasu lokalnego.

## Przygotowania wojenne
Khalid bin Barghash Al-Busaid nie przyjął angielskich żądań i podjął działania zmierzające do przygotowania się do nieuchronnego konfliktu. Zgromadził w stolicy (głównie wokół sułtańskiego pałacu) około 2800 wojowników; dysponował ponadto uzbrojonym jachtem HHS „Glasgow”. Brytyjczycy ustawili naprzeciw portu 5 okrętów i wysadzili ponadto na lądzie 150-osobowy desant piechoty morskiej jako uzupełnienie już znajdującego się w urzędzie celnym 900-osobowego oddziału zanzibarskich askarysów pod bezpośrednim dowództwem porucznika Arthura Edwarda Haringtona Raikesa (który w zanzibarskiej armii miał stopień brygadiera). Do ostatniej chwili próbowano negocjacji, ale ponieważ sułtan odmówił spełnienia brytyjskiego ultimatum, przystąpiono do działań wojennych.

## Działania wojenne

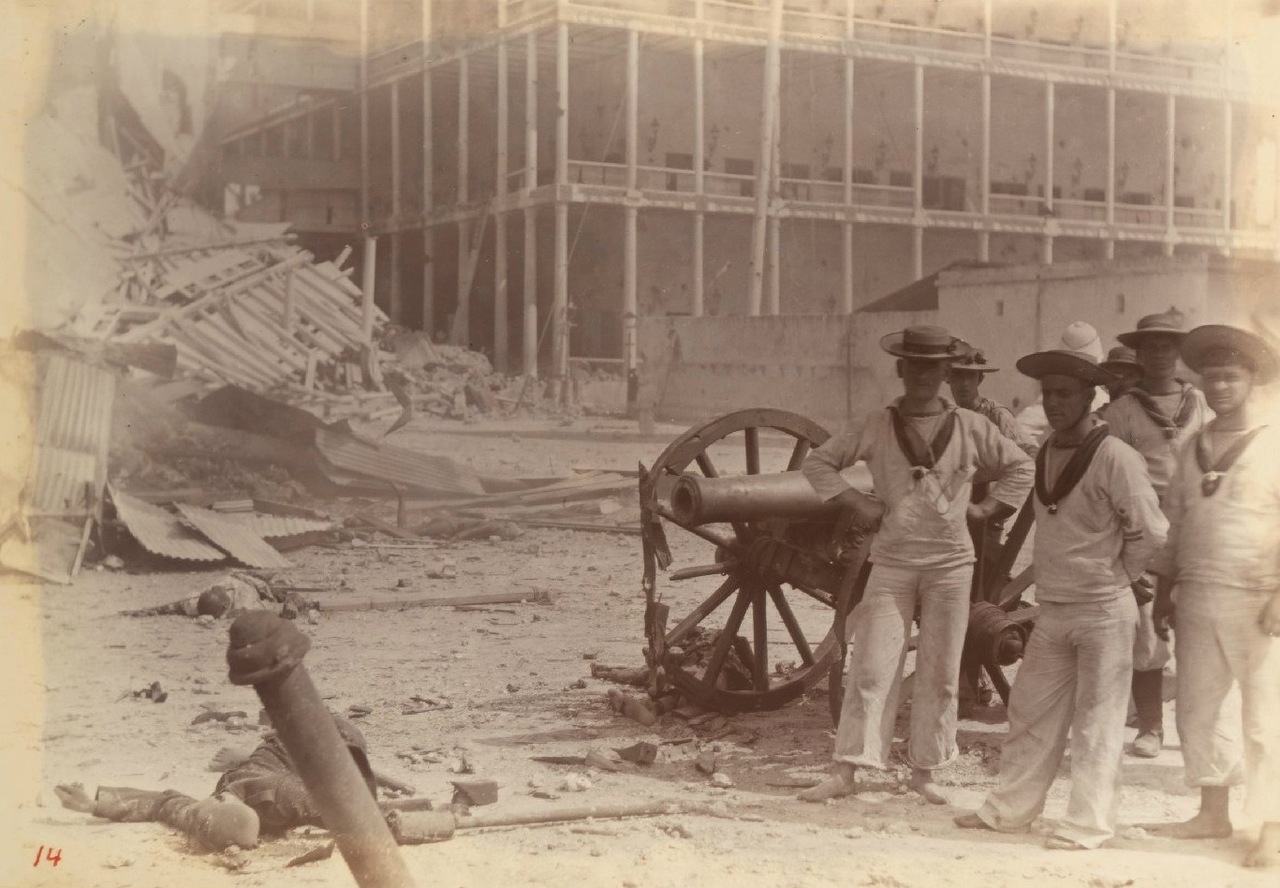
Brytyjscy żołnierze piechoty morskiej stojący przy zanzibarskiej armacie (po zdobyciu pałacu sułtana)

O 9:00 brytyjski konsul złożył sułtanowi notę z wypowiedzeniem wojny, a w tej samej chwili Brytyjczycy rozpoczęli ostrzał od strony morza i działania na lądzie. Po pół godzinie sułtan, widząc eskalację strat w ludziach, uciekł ze zniszczonego pałacu i schronił się w niemieckim konsulacie. Poległo ok. 500 żołnierzy sułtana i mieszkańców miasta, głównie w zniszczonym przez ogień pałacu; Brytyjczycy mieli jednego poważnie rannego podoficera. Brytyjskie siły również zatopiły zanzibarski okręt HHS „Glasgow”.

## Epilog
Konsul niemiecki odmówił wydania sułtana, twierdząc że nie podlega on ekstradycji, ponieważ nie popełnił żadnego pospolitego przestępstwa. Później został on przewieziony do niemieckiej kolonii Dar es Salaam. Sułtan przebywał tam aż do czasu zajęcia jej przez wojska brytyjskie w 1916 roku; następnie internowano go na Seszelach i Świętej Helenie. Po powrocie do Afryki mieszkał, do śmierci w 1927 roku, w Mombasie. Na tron wstąpił kandydat popierany przez Brytyjczyków. Na Zanzibar narzucono kontrybucję w wysokości żołdu wypłaconego marynarzom, kosztów amunicji i węgla, zużytych przez okręty angielskie w czasie operacji.